# Samtalen 1918-2024
Samtalen 1918-2024 er et oliemaleri på 2,8 x 4,5 meter, malet af Mie Mørkeberg, som hænger i samtaleværelset i Folketinget. Maleriet portrætterer 30 kvindelige danske, færøske og grønlandske politikere siden 1915, hvor kvinder fik valgret og blev valgbare til valg, bl.a. Folketinget.
Maleriet blev til på initiativ af daværende folketingsformand Henrik Dam Kristensen, der besluttede, at også kvinderne i dansk politik skulle hyldes med et maleri. Folketingets næstformand Leif Lahn var gentagende gange blevet spurgt af besøgende på rundvisning i Folketinget om, “hvor kvinderne blev af” på diverse kunstværker i Folketinget. I forbindelse med udvælgelsen af, hvem der skulle male maleriet, havde man indbudt fem kunstnere til at komme med hvert deres bud, hvorefter Mie Mørkeberg blev valgt af Folketingets Præsidium i 2021 efter indstilling fra Folketingets kunstudvalg. De øvrige kandidater var Peter Martensen, Mathilde Fenger, Maria Wandel og Anders Moseholm.
Det var en gruppe af historikere, heriblandt Bo Lidegaard, der har valgt, hvem, der skulle portrætteres på maleriet. Undervejs skulle der tages hensyn til diversitet i tid, politisk orientering og hvem der var de første kvinder til at have forskellige poster som folketingsmedlem, minister eller formænd for Folketinget.

## Portrætterede personer
Følgende personer er portræteret på maleriet:
- Nina Bang (1866-1928), Danmarks første kvindelige minister
- Elna Munch (1871-1945), blandt forkæmperne for kvindelig valgret og senere blandt de første fire kvindelige folketingsmedlemmer (valgt i 1918)
- Helga Larsen (1884-1947), aktiv i fagbevægelse og blandt de første fire kvindelige folketingsmedlemmer (valgt i 1918)
- Mathilde Hauschultz (1885-1929), blandt de første fire kvindelige folketingsmedlemmer (valgt i 1918)
- Ingeborg Hansen (1886-1954), Danmarks første parlamentsformand (Landstinget)
- Bodil Koch (1903-1972), Danmarks første kvindelige kirkeminister
- Lis Groes (1910-1974), handelsminister
- Helga Pedersen (1911-1980), Danmarks første kvindelige justitsminister
- Nathalie Lind (1918-1999), politifuldmægtig, landsretssagfører, advokat og minister
- Eva Gredal (1927-1995), folketingsmedlem og minister
- Ebba Strange (1929-2012), folketingsmedlem og medstifter af Socialistisk Folkeparti, første kvindelige gruppeformand i Folketinget
- Hanne Reintoft (født 1934), folketingsmedlem
- Dorte Bennedsen (1938-2016), folketingsmedlem, minister og den første kvindelige generalsekretær i Dansk Ungdoms Fællesråd
- Lone Dybkjær (1940-2020), europaparlamentsmedlem, folketingsmedlem og minister
- Marita Petersen (1940-2001), medlem af Færøernes Lagting og Færøernes første kvindelige regeringschef
- Birte Weiss (født 1941), folketingsmedlem og minister og første kvindelige formand for Radiorådet
- Ritt Bjerregaard (1941-2023), Danmarks første kvindelige EU-kommissær, samt folketingsmedlem, minister og første kvindelige overborgmester i København
- Mariann Fischer Boel (født 1943), EU-kommissær, folketingsmedlem og minister
- Marianne Jelved (født 1943), folketingsmedlem
- Ruth Heilmann (født 1945), første kvindelige formand for Grønlands Landsting, kommunalbestyrelsesmedlem og borgmester
- Pia Kjærsgaard (født 1947), første kvindelige partistifter og ditto formand for Folketinget, folketingsmedlem, partiformand
- Mimi Jakobsen (født 1948), folketingsmedlem og minister. Første kvindelige folketingsmedlem, der var formand for sit parti
- Connie Hedegaard (født 1960), EU-kommissær, folketingsmedlem og minister
- Lene Espersen (født 1965), første kvindelige udenrigsminister 2010-2011 og formand for Det Konservative Folkeparti
- Helle Thorning-Schmidt (født 1966), folketingsmedlem, minister (Danmarks første kvindelige statsminister) og medlem af Europaparlamentet
- Margrethe Vestager (født 1968), EU-kommissær, folketingsmedlem og minister
- Pia Olsen Dyhr (født 1971), folketingsmedlem, minister og partiformand
- Özlem Cekic (født 1976), folketingsmedlem
- Mette Frederiksen (født 1977), folketingsmedlem og minister (bl.a. statsminister)
- Johanne Schmidt-Nielsen (født 1984), folketingsmedlem